# Carlos I de Brunswick-Wolfenbüttel
Carlos I de Brunswick-Wolfenbüttel (Brunswick, 1 de agosto de 1713-ibíd., 26 de marzo de 1780) fue duque de Brunswick-Luneburgo y desde 1735 duque de Brunswick-Wolfenbüttel.

## Biografía

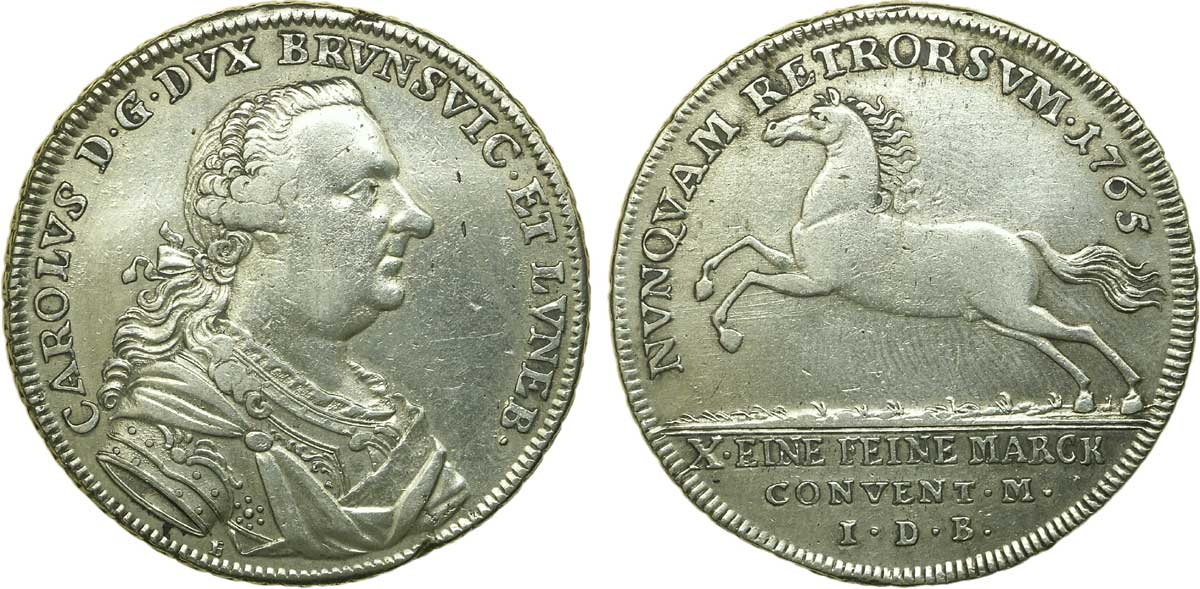
Carlos I de Brunswick-Wolfenbuttel, 1765.

Carlos nació en Brunswick y fue bautizado el mismo día. Recibió el nombre de dos de sus padrinos, el emperador Carlos VI y el rey Carlos XII de Suecia. En el momento de su nacimiento, su familia formaba la ramal ducal de Brunswick-Wolfenbüttel-Bevern. Sus padres fueron el duque Fernando Alberto II de Brunswick-Wolfenbüttel (1680-1735) y Antonieta Amalia de Brunswick-Wolfenbüttel (1696-1762), hija del duque Luis Rodolfo de Brunswick-Luneburgo (1671-1735).
Fernando Alberto estaba estrechamente asociado con Federico Guillermo I de Prusia. Expresión de esta amistad fue el matrimonio del príncipe heredero Federico de Prusia con la hermana de Carlos, Isabel Cristina (1715-1797) el 12 de junio de 1733.
Unas semanas más tarde Carlos se casó, el 2 de julio de 1733, con la hermana de Federico el Grande, Filipina Carlota de Prusia (1716-1801).
Al comienzo del siglo XVIII Brunswick mantenía todavía un estrecho vínculo con la casa imperial. Por lo tanto, Carlos inició la carrera militar al servicio del ejército imperial. Así fue que, en 1733, se convirtió en titular de un Regimiento de coraceros (antes "Offeln Cürassiere "). El 4 de abril de 1735 fue nombrado general de campo (Generalfeldwachtmeister) durante la Guerra de Sucesión de Polonia.
El 13 de septiembre de 1735 murió su padre de forma inesperada, quien era desde marzo de 1735 duque del Principado de Brunswick-Wolfenbüttel. Luchó con el príncipe Eugenio de Saboya contra el Imperio Otomano antes de heredar el Principado de Wolfenbüttel de su padre en 1735. Carlos permaneció en el servicio imperial, pero ahora como coronel propietario (Inhaber) del regimiento de su difunto padre, el Imperial «Regimiento de Infantería de Brunswick-Wolfenbüttel».
En cuanto a la política interior, Carlos se dedicó a hacer exhaustivas reformas en su ducado, guiado por los principios de la iluistración y el mercantilismo y con el apoyo de su último ministro Heinrich Bernhard Schrader de Schliestedt.
En política exterior, Carlos rompió gradualmente los estrechos vínculos con la familia imperial, en tanto que su padre se había relacionado con sus vecinos de Prusia mediante una política matrimonial. En 1750, entregó la propiedad de su regimiento imperial, otro signo del distanciamiento con Viena.
Durante la Guerra de los Siete Años (1756-1763) Brunswick-Wolfenbüttel luchó estrechamente en el lado de Prusia contra la emperatriz, el Imperio y Francia. Después de la guerra, que también llevó el ducado al borde del desastre, Carlos continuó las reformas y su política amistosa con Prusia.
Por sugerencia de pastor Johann Friedrich Wilhelm Jerusalén, fundó en 1745 el Collegium Carolinum, un instituto de enseñanza superior, que es hoy en día conocida como la Universidad Técnica de Brunswick. Trató de promover el desarrollo económico de su ducado, por ejemplo, fundó la empresa de porcelana Fürstenberg, y se instaló un seguro contra incendios obligatorio. En 1753 se trasladó de su residencia el Castillo Wolfenbüttel al Palacio de Brunswick, que se convirtió en un centro intelectual. Por lo tanto, en 1770 Gotthold Ephraim Lessing fue nombrado bibliotecario de la Biblioteca Duque Augusto.
Carlos a pesar de o debido a su afán de reforma, no pudo mantener las finanzas del Principado en orden, lo que lo llevó en 1773 a entregar los asuntos de Estado a su hijo mayor, Carlos Guillermo Fernando.
Carlos murió el 26 de marzo de 1780 en Brunswick. Su lugar de descanso es en la cripta de la catedral de Brunswick.

## Descendencia
De su matrimonio con Filipina Carlota de Prusia nacieron 13 hijos:
1. Carlos Guillermo Fernando (1735-1806), casado con la princesa Augusta de Gran Bretaña, hermana del rey Jorge III.
2. Jorge Francisco (1736-1737)
3. Cristián Luis (1738-1742)
4. Sofía Carolina María (1737-1817), casada con el margrave Federico III de Brandeburgo-Bayreuth
5. Ana Amalia (1739-1807), casada con Ernesto Augusto II de Sajonia-Weimar-Eisenach (1737-1758)
6. Federico Augusto (1740-1805)
7. Alberto Enrique (1742-1761), murió sin descendencia
8. Luisa (1743-1744)
9. Guillermo Adolfo (1745-1770), murió sin descendencia
10. Isabel Cristina Ulrica (1746-1840), casada con su primo el rey Federico Guillermo II de Prusia pero se divorciaron por adulterio.
11. Federica (1748-1758), murió a los 10 años.
12. Augusta Dorotea (1749-1810), abadesa de Gandersheim
13. Maximiliano Julio Leopoldo (1752-1785), no tuvo hijos.

Carlos también tuvo un hijo fuera del matrimonio, Cristián Teodoro von Pincier (1750-1824), el hijo adoptivo del Barón von Pincier de Suecia.